# Vlag van Thorn (Limburg)

Vlag van de gemeente Thorn
(1958-2007)

De vlag van Thorn is op 20 februari 1958 vastgesteld als de gemeentelijke vlag van de voormalige gemeente Thorn in de Nederlandse provincie Limburg. Sinds 1 januari 2007 is de vlag niet langer als gemeentevlag in gebruik omdat de gemeente Thorn toen opging in de gemeente Maasgouw. De vlag kan als volgt worden beschreven:
Drie even hoge banen van groen, wit en blauw, met op het midden van de witte baan het wapenschildje uit het gemeentewapen.
De kleuren zijn ontleend aan het gemeentewapen. Het wapenschildje behoort toe aan de Abdij van Thorn.

## Verwante afbeelding

Wapen van Thorn

Ambt Montfort 
· Amby 
· Arcen en Velden 
· Baexem 
· Beegden 
· Belfeld 
· Bemelen 
· Berg en Terblijt 
· Bocholtz 
· Born 
· Broekhuizen 
· Cadier en Keer 
· Echt 
· Eijsden 
· Elsloo 
· Eygelshoven 
· Geleen 
· Grathem 
· Grubbenvorst 
· Haelen 
· Heel 
· Heel en Panheel 
· Heer 
· Helden 
· Herten
· Heythuysen 
· Hoensbroek 
· Horn 
· Horst 
· Hulsberg 
· Hunsel 
· Kessel 
· Klimmen 
· Limbricht 
· Linne 
· Maasbracht 
· Maasbree 
· Margraten 
· Meerlo-Wanssum 
· Meijel 
· Melick en Herkenbosch 
· Montfort 
· Munstergeleen 
· Neer 
· Nieuwenhagen 
· Nieuwstadt 
· Nuth 
· Ohé en Laak 
· Onderbanken 
· Ottersum 
· Posterholt 
· Roggel 
· Roggel en Neer 
· Schaesberg 
· Schinnen 
· Sevenum 
· Sint Odiliënberg 
· Sittard 
· Stevensweert 
· Stramproy 
· Susteren 
· Swalmen 
· Tegelen 
· Thorn 
· Ubach over Worms 
· Ulestraten 
· Urmond 
· Valkenburg-Houthem 
· Vlodrop 
· Wessem 
· Wittem